# エイジェック
株式会社エイジェック（AGEKKE CORPORATION）は、東京都新宿区に本社を置く人材・雇用に関わる業務全般を行う企業である。
2023年に日本経済団体連合会の会員となった。

## スポーツ活動
グループ企業として、栃木ゴールデンブレーブスを運営する栃木県民球団、広島アスリートマガジンを発行するアスリートマガジン、中学野球の5団体優勝チームを集めたエイジェックカップを開催したエイジェックスポーツマネジメントが存在し、エイジェック硬式野球部は2023年に日本選手権大会に出場、エイジェック女子硬式野球部は全日本女子硬式野球選手権大会で2021年、2022年と連覇、やり投の日本代表となった小椋健司がエイジェックスポーツに在籍するなど、スポーツ活動で知られる。
2023年には日本野球機構のファーム新球団構想に応募したが、選出外となった。